# Eberhard van der Laan
Eberhard van der Laan (Leida, 28 giugno 1955 – Amsterdam, 5 ottobre 2017) è stato un politico e avvocato olandese.

## Biografia
Nato nella città olandese di Leida il 28 giugno 1955. È cresciuto e si è diplomato al liceo della medesima città. Successivamente nel 1983 ha conseguito la laurea con lode in giurisprudenza presso la Vrije Universiteit di Amsterdam (nota anche come "VU University"). Dopo aver terminato gli studi, ha iniziato a lavorare come avvocato presso lo studio legale "Trenité Van Doorne Advocaten", dove rimase fino al 1992. È stato poi co-fondatore dello studio legale "Kennedy Van der Laan", in cui ha lavorato ed è stato socio fino al 2008 quando lasciò la professione legale per dedicarsi completamente alle sue funzioni politiche.

### Carriera politica
È entrato nel mondo della politica quando nel 1976 è diventato membro del Partito del Lavoro (PvdA). Ha ricoperto la sua prima posizione di responsabilità pubblica come assistente del governo della città di Amsterdam. Qualche tempo dopo, tra il 1990 e il 1998, divenne consigliere comunale e contemporaneamente nel 1993 fu a capo del gruppo parlamentare del suo partito. Ha poi lasciato il municipio per alcuni anni per lavorare come avvocato.
Anni dopo ha ripreso la sua carriera politica, ma questa volta a livello nazionale dopo essere stato nominato il 14 novembre 2008 dal Primo ministro Jan Peter Balkenende nel suo governo, come ministro degli alloggi, delle comunità e dell'integrazione. Il 23 febbraio 2010 ha lasciato l'incarico di ministro ed è stato sostituito da Eimert van Middelkoop. In successione a Lodewijk Asscher, il 7 luglio dello stesso anno, dopo essere stato approvato dal Consiglio locale e per consenso reale, è stato nominato sindaco di Amsterdam, posizione che ha mantenuto fino alla sua morte avvenuta il 5 ottobre 2017, a causa di un cancro ai polmoni.

### Vita privata
Eberhard van der Laan era padre di cinque figli. Ha avuto due figli dal suo primo matrimonio. Dopo il divorzio nel 2000, si è nuovamente sposato nel 2005. È stato sposato dal compagno di partito Job Cohen, che all'epoca era sindaco di Amsterdam. Van der Laan ebbe tre figli dal suo secondo matrimonio.